# Sinfonía n.º 2 (Shostakóvich)

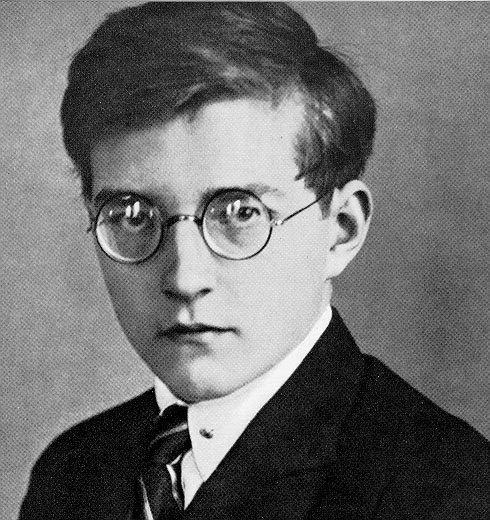
Shostakóvich en 1925.

La Sinfonía n.º 2 en si mayor, Op. 14, subtitulada Octubre, fue compuesta por Dmitri Shostakóvich en 1927, para conmemorar el décimo aniversario de la Revolución de Octubre.

## Historia

### Composición

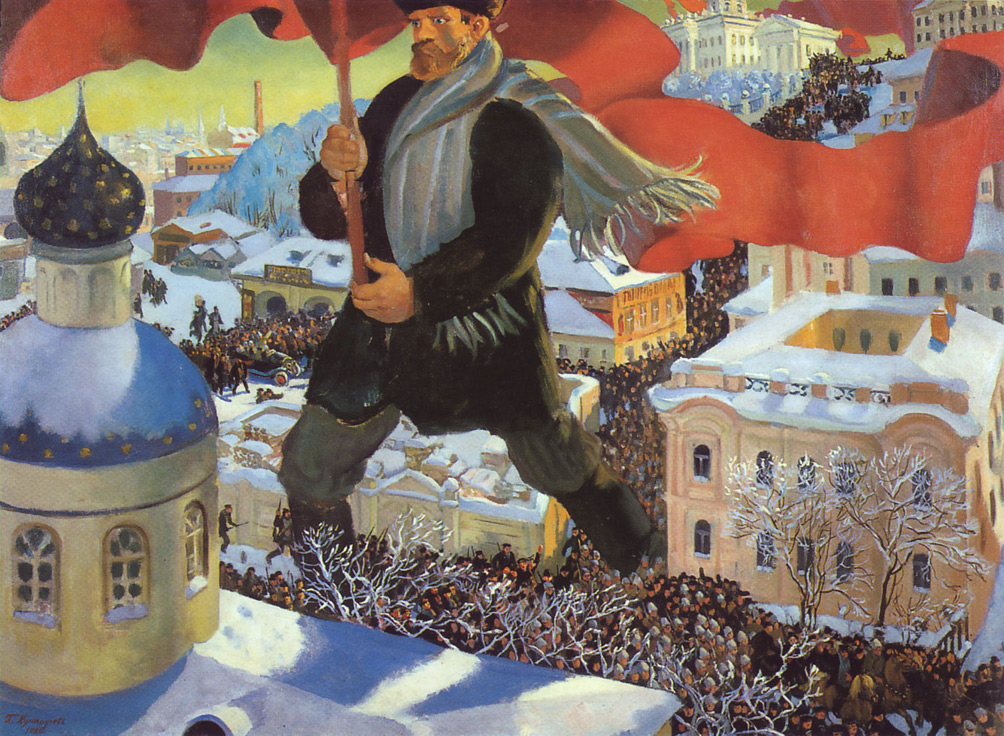
Bolshevik (1920) de Boris Kustodiev.

La composición de este opus tuvo lugar en 1927, cuando el compositor tenía 21 años. La obra es fruto de un encargo realizado por el Comisariado para la Cultura de la Unión Soviética, para conmemorar el décimo aniversario de la Revolución de Octubre. Posteriormente, el compositor revisitó los eventos de la Revolución de Octubre en su Sinfonía n.º 12, subtitulada El año 1917. En el momento de su composición, Shostakóvich era un revolucionario convencido, y por lo tanto defendía la música atonal, ya que esta nueva música se asociaba con las teorías de Marx, en contraposición a la música del Romanticismo que se vinculaba con la burguesía.
Esta sinfonía es, según Sol Louis Siegel, una especie de artefacto histórico y musical. Rememora una época en la que la gente aún creía en el sistema soviético como la gran esperanza para Rusia y, de hecho, para la humanidad; musicalmente, pertenece al periodo de experimentación que siguió a la Primera Guerra Mundial, cuando las viejas reglas de la forma y la armonía se echaban por tierra. En esencia, Shostakóvich se dedicó a probar todo tipo de ideas musicales que le interesaban, con la esperanza de que el resultado fuera coherente. La propia denominación de la obra como sinfonía, originalmente se titulaba "A octubre: Una dedicatoria sinfónica", parece haber sido una ocurrencia tardía. Como si el joven compositor quisiera aliviar la presión de tener que seguir a su espectacular éxito adolescente, la Sinfonía n.º 1 (1923-1925).

### Estreno, revisión y publicación
El estreno se celebró el 6 de noviembre de 1927 en Leningrado con la interpretación de la Orquesta Filarmónica de Leningrado bajo la dirección de Nikolai Malko. Después del estreno, Shostakóvich hizo algunos cambios en la partitura, y esta definitiva versión se interpretó por primera vez en Moscú unas semanas después, bajo la dirección de Konstantin Saradzhev.
La primera edición fue llevada a cabo por la editorial Muzsektor en 1927 en Moscú.

## Instrumentación
La partitura está escrita para una orquesta formada por:
- Viento madera: 1 flautín, 2 flautas, 2 oboes, 2 clarinetes, 2 fagotes.
- Viento metal: 4 trompas, 3 trompetas, 3 trombones, 1 tuba.
- Percusión: timbales, bombo, caja, platillos, triángulo, glockenspiel.
- Cuerda: una sección de cuerdas con violines I y II, violas, violonchelos y contrabajos.
- Otros: sirena (de fábrica).
- Voces: un coro mixto (SATB).

El coro interviene exclusivamente en la cuarta sección que cierra la sinfonía.

## Estructura y análisis
La sinfonía consta de un único movimiento, dividido en cuatro secciones:
1. Largo, 4
4
2. = 152 4
4
3. Poco meno mosso – Allegro molto
4. Coro: "Octubre"

La interpretación de esta obra dura aproximadamente 20 minutos. Se trata de una breve obra experimental en un único movimiento con cuatro secciones, la última de las cuales incluye un coro. Para diferenciarse de su Sinfonía n.º 1, Shostakóvich compuso esta como una «música sin estructura musical», lo cual pudo haber sido influenciado por la teoría biomecánica de Vsévolod Meyerhold. El poema «A octubre» de Alexander Besymenski, musicado en la sección final coral, glorifica la Revolución de Octubre y presenta a Lenin como un libertador que redime al pueblo ruso de los tormentos que había padecido hasta entonces.
Se abre con un oscuro y siniestro espejismo de atonalidad que desemboca en una violenta sección marcial. Un extraño pasaje para violín solista, clarinete y fagot introduce el segmento más notorio de la obra, una sección en forma de fuga con no menos de 13 temas. Las cosas se calman un poco antes de que un silbido de fábrica -no simulado, sino el "instrumento" real- dé paso a un coro que canta literalmente las alabanzas de la revolución, culminando al final con un grito de "¡Octubre y Lenin! ¡La nueva era y Lenin! La comuna y Lenin". Aunque a veces resulta embarazosamente fanática, y a pesar de ser un logro decididamente menor que las últimas sinfonías del maestro ruso, la pieza contiene momentos de auténtica emoción y dramatismo, y ofrece una intrigante perspectiva de la evolución de uno de los compositores más discutidos del siglo XX.

## Discografía selecta
| Año  | Dirección        | Orquesta                               | Discográfica |
| ---- | ---------------- | -------------------------------------- | ------------ |
| 1972 | Kiril Kondrashin | Orquesta Filarmónica de Moscú          | Melodiya     |
| 1981 | Bernard Haitink  | Coro y Orquesta Filarmónica de Londres | Decca        |
| 2023 | Andris Nelsons   | Orquesta Sinfónica de Boston           | DG           |